# USS Intrepid (CV-11)
USS Intrepid (CV/CVA/CVS-11) là một trong số 24 tàu sân bay thuộc lớp Essex được Hải quân Hoa Kỳ chế tạo trong Thế Chiến II. Nó là chiếc tàu chiến thứ tư của Hải quân Mỹ mang cái tên này. Được cho nhập biên chế từ tháng 8 năm 1943, Intrepid đã tham gia nhiều chiến dịch tại Mặt trận Thái Bình Dương, đáng kể nhất là Trận chiến vịnh Leyte. Được cho xuất biên chế không lâu sau khi chiến tranh kết thúc, nó được cho tái hoạt động trở lại và được hiện đại hóa vào đầu những năm 1950 như một tàu sân bay tấn công CVA, và rồi sau đó như là một tàu sân bay chống tàu ngầm CVS. Trong lần hoạt động thứ hai, nó phục vụ chủ yếu tại Đại Tây Dương, nhưng cũng từng tham gia các hoạt động trong cuộc chiến tranh Việt Nam. Các điểm đáng chú ý nhất của nó là chiếc tàu sân bay đầu tiên của Hoa Kỳ phóng máy bay bằng một máy phóng hơi nước, và là chiếc tàu sân bay thu hồi chính cho một chuyến bay vũ trụ Mercury và một chuyến bay Gemini. Do vai trò nổi bật của nó trong chiến đấu, nó được đặt cho tên lóng là "the Fighting I", trong khi vận rủi thường gặp và thời gian dài trải qua trong ụ tàu để sửa chữa khiến cho nó còn được gọi là "the Evil I", "the Dry I" hay "the USS Decrepid". Được cho xuất biên chế vào năm 1974, đến năm 1982 Intrepid trở thành một tàu bảo tàng, là tâm điểm của Bảo tàng Hải quân-Không quân-Không gian Intrepid tại thành phố New York.

## Thiết kế và chế tạo
Chiếc USS Intrepid được đặt lườn vào ngày 1 tháng 12 năm 1941 tại xưởng đóng tàu Newport News ở Newport News, Virginia. Nó được hạ thủy vào ngày 26 tháng 4 năm 1943, và là chiếc thứ năm của lớp tàu sân bay Essex được hạ thủy. Con tàu được đỡ đầu bởi bà Lou Henry Hoover, phu nhân của Phó Đô đốc John H. Hoover. Vào ngày 16 tháng 8 năm 1943, nó được đưa vào biên chế với vị chỉ huy đầu tiên là Hạm trưởng, Đại tá Hải quân Thomas L. Sprague; và nó khởi hành chuyến đi đầu tiên hướng đến vùng biển Caribbe để thử máy và huấn luyện.

## Lịch sử hoạt động

### Thế Chiến II
Intrepid là một trong những tàu chiến hải quân Mỹ có thành tích phục vụ xuất sắc nhất, hoạt động tại Mặt trận Thái Bình Dương bao gồm các trận quần đảo Marshall, Truk, vịnh Leyte và Okinawa. Vào cuối chiến tranh, Intrepid đang ở Enewetak và sau đó cung cấp việc hỗ trợ trên không cho lực lượng chiếm đóng cũng như cung ứng tiếp liệu cho đến khi quay trở về California.

#### Quần đảo Marshalls, 1944
Ngày 3 tháng 12 năm 1943, Intrepid bắt đầu khởi hành từ Căn cứ Hải quân Norfolk hướng đến San Francisco, rồi sau đó tiếp tục hướng đến Hawaii. Nó đi đến Trân Châu Cảng ngày 10 tháng 1 và bắt đầu chuẩn bị cho cuộc tấn công lên quần đảo Marshall, mục tiêu tiếp theo của chiến dịch "nhảy cóc" của Hải quân tại Thái Bình Dương. Ngày 16 tháng 1, nó rời Trân Châu Cảng cùng các tàu sân bay Cabot (CVL-28) và Essex (CV-9).
Từ ngày 29 tháng 1 đến ngày 2 tháng 2 năm 1944, nó không kích vào các hòn đảo phía góc Đông Bắc của đảo san hô Kwajalein cho đến khi mọi sự kháng cự bị dập tắt. Cho đến ngày 31 tháng 1, nó đã tiêu diệt được tất cả 83 máy bay Nhật đặt căn cứ tại Roi-Namur. Các cuộc đổ bộ đầu tiên được thực hiện trên các đảo nhỏ lân cận. Sáng hôm đó, máy bay của Intrepid đã bắn phá đảo Ennuebing cho đến tận 10 phút trước khi những binh lính Thủy quân Lục chiến đầu tiên đổ bộ lên các bãi biển. Nữa giờ sau, phe Đồng Minh kiểm soát được hòn đảo này, vốn có vị trí chiến lược bảo vệ sườn Tây Nam của đảo Roi và kiểm soát lối vào phía Bắc của vũng biển Kwajalein, cho phép Thủy quân Lục chiến thiết lập trận địa pháo binh nhằm yểm trợ cho cuộc tấn công lên Roi.
Đến ngày 2 tháng 2 năm 1944, nhiệm vụ chiếm đóng quần đảo Marshall của nó hoàn tất, và Intrepid lên đường hướng đến Truk, căn cứ chủ lực của quân Nhật ở phía trung tâm của quần đảo Micronesia. Đến lúc rạng đông ngày 17 tháng 2, ba đội tàu sân bay đã đến được mục tiêu mà không bị phát hiện. Trong các ngày 17 và 18 tháng 2, tiến hành các đợt không kích liên tục, ba đội tàu sân bay đã đánh chìm được hai tàu khu trục cùng 200.000 tấn tàu bè trong chiến dịch Hailstone. Trận tấn công của các tàu sân bay đã chứng tỏ sự mong manh của Truk, và do đó làm suy giảm đáng kể sự hữu ích của nó như là một căn cứ cho lực lượng Nhật Bản.
Đêm 17 tháng 2 năm 1944, một ngư lôi phóng từ máy bay đối phương đã đánh trúng mạn phải chiếc Intrepid 4,5 m (15 ft) bên dưới mực nước, làm ngập nhiều ngăn và ảnh hưởng đến bánh lái. Bằng cách cho các động cơ bên mạn trái hoạt động hết công suất và cho ngưng hoặc chỉ chạy một phần ba công suất các động cơ bên mạn phải, Đại tá Sprague giữ được con tàu đi đúng hướng. Thủy thủ đoàn cho di chuyển máy bay trên các sàn ra phía trước nhằm giúp kiểm soát được con tàu.
Vào ngày 9 tháng 2, các cơn gió mạnh đã đẩy con tàu trệch khỏi hướng đi đã vạch khiến mũi tàu hướng về phía Tokyo. Hạm trưởng Sprague sau đó thú nhận: "Vào lúc đó tôi hoàn toàn không có chút hứng thú nào phải đi về hướng đó." Khi ấy, thủy thủ đoàn đã làm một tấm vải buồm từ các vật liệu gỗ, lưới và vải bạt để giúp hỗ trợ lực đẩy cho con tàu, cho phép chiếc Intrepid duy trì đúng hướng của hành trình. Đến ngày 24 tháng 2 năm 1944, Intrepid về đến Trân Châu Cảng; và sau khi được sửa chữa tạm thời, ngày 6 tháng 3, Intrepid lên đường hướng về vùng Bờ Tây Hoa Kỳ, và đến ngày 22 tháng 3 nó về đến Hunter's Point, California.

#### Palaus và Philippines
Vào tháng 6 năm 1944, sau khi được sửa chữa, Intrepid lên đường quay trở lại chiến trường, và trong vòng hai tháng tiếp theo nó hoạt động ngoài khơi Trân Châu Cảng trước khi khởi hành hướng đến quần đảo Marshall. Trong các ngày 6 và 7 tháng 9 năm 1944, máy bay của nó tấn công các vị trí của quân Nhật tại quần đảo Palau, tập trung vào các sân bay và các trận địa pháo binh ở Peleliu.
Vào ngày 8 tháng 9, lực lượng đặc nhiệm tàu sân bay nhanh của nó di chuyển theo hướng Tây đi đến phía Nam Philippines. Trong các ngày 9 và 10 tháng 9, nó tấn công các sân bay trên đảo Mindanao. Từ ngày 12 đến ngày 14 tháng 9, nó không kích các căn cứ trong khu vực biển Visayas. Nó quay về Palau ngày 17 tháng 9 để hỗ trợ lực lượng Thủy quân Lục chiến vượt qua các sự kháng cự của quân Nhật cố thủ trong các hang động trên sườn đồi và trong đầm lầy ngập nước trên đảo Peleliu. Sau khi sự đề kháng của quân Nhật tại đây được dập tắt hoàn toàn, Intrepid quay trở lại Philippine nhằm dọn đường cho việc giải phóng hòn đảo này. Nó thực hiện việc không kích trên suốt quần đảo Philippines, và cũng tung ra các cuộc tấn công lên Okinawa và Đài Loan nhằm vô hiệu hóa các mối đe dọa của không lực Nhật Bản xuống đảo Leyte.
Ngày 20 tháng 10 năm 1944, máy bay của Intrepid bắt đầu thực hiện các phi vụ hỗ trợ cho cuộc đổ bộ lên Leyte. Trong khi đó, Hải quân Nhật với những nỗ lực tối đa nhằm cố thủ Philippines, đã tập trung mọi lực lượng hải quân còn lại và hướng đến vịnh Leyte từ ba hướng khác nhau.
Trong quá trình của Hải chiến vịnh Leyte diễn ra tiếp theo đó, sáng ngày 24 tháng 10, một máy bay của Intrepid phát hiện ra kỳ hạm của Đô đốc Takeo Kurita, chiếc thiết giáp hạm Yamato. Hai giờ sau đó, máy bay từ Intrepid và Cabot dũng cảm vượt qua lưới lửa phòng không dày đặc để tấn công lực lượng chính của hạm đội Nhật Bản. Trong trận đánh kéo dài suốt ngày đến tận chiều tối, hết đợt này đến đợt khác, máy bay từ các tàu sân bay Mỹ đã liên tục tấn công, đánh chìm chiếc thiết giáp hạm vĩ đại Musashi cùng các khẩu pháo 460 mm (18,1 inch) của nó; gây hư hại cho chiếc thiết giáp hạm chị em với nó Yamato cùng những thiết giáp hạm Musashi Nagato và Haruna, cũng như chiếc tàu tuần dương hạng nặng Myōkō, buộc chiếc Myōkō phải rút lui.
Đêm đó, Đệ Tam hạm đội của Đô đốc William Halsey chuyển hướng lên phía Bắc truy đuổi lực lượng phía Bắc của Hạm đội Nhật được phát hiện thấy ở mũi Đông Bắc của đảo Luzon. Lúc rạng sáng, máy bay được cho cất cánh để tấn công các con tàu Nhật lúc này ngoài khơi mũi Engaño. Một trong những máy bay của Intrepid đã ném trúng một quả bom lên chiếc tàu sân bay hạng nhẹ Zuihō. Sau đó các máy bay ném bom Mỹ đã đánh chìm chiếc tàu sân bay chị em với nó Chitose, và một máy bay xuất phát từ Intrepid hoặc San Jacinto đã đánh trúng một ngư lôi vào chiếc tàu sân bay Zuikaku làm nó bị mất hệ thống liên lạc và bánh lái bị kẹt. Tàu khu trục Akizuki bị đánh chìm và ít nhất chín trong tổng số mười lăm máy bay của Đô đốc Ozawa bị bắn rơi. Cuộc tấn công diễn ra suốt ngày hôm đó, và sau năm đợt tấn công khác, phía Nhật đã mất bốn tàu sân bay và một tàu khu trục.

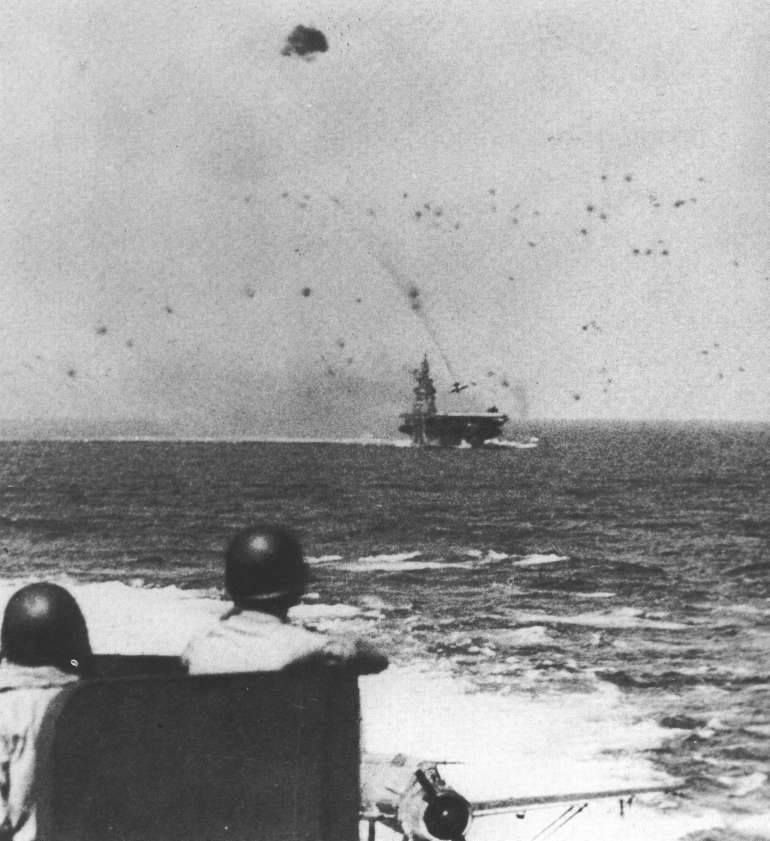
Pháo thủ khẩu đội pháo phòng không trên chiếc thiết giáp hạm bất lực chứng kiến một máy bay Kamikaze Nhật Bản sắp đâm trúng Intrepid.

Trong lúc đó, lực lượng chính của Hạm đội Nhật Bản vốn vẫn còn khá mạnh mẽ, sau khi vượt qua eo biển San Bernardino, hướng về phía Nam dọc theo bờ biển đảo Samar, nơi bãi đổ bộ trong vịnh được bảo vệ bởi một lực lượng nhỏ gồm sáu tàu sân bay hộ tống, ba tàu khu trục và bốn tàu khu trục hộ tống. Trận chiến đã nổ ra cho đến khi các lực lượng tăng viện đến nơi buộc Hạm đội Nhật Bản phải rút lui.
Trong khi máy bay của Intrepid tấn công vào Clark Field trong ngày 30 tháng 10, một chiếc máy bay kamikaze cháy bùng đã đâm trúng một trong các khẩu đội pháo bên mạn trái làm thiệt mạng 10 người và bị thương 6 người. Công việc kiểm soát hư hỏng được thực hiện khéo léo đã giúp cho con tàu có thể tiếp tục thực hiện các hoạt động không quân.
Sau đó, máy bay của Intrepid vẫn tiếp tục đánh phá các sân bay và tàu bè tại Philippines. Ngày 25 tháng 11 lúc ngay sau giữa trưa, một lực lượng máy bay Nhật đông đảo đã tiến hành phản công vào các tàu sân bay. Trong vòng năm phút, hai chiếc máy bay kamikaze đâm trúng chiếc tàu sân bay, giết chết 6 sĩ quan và 5 thủy thủ. Tuy nhiên một báo cáo khác của Liên đội Không quân 18 cho biết: có 60 người chết, 15 người mất tích và khoảng 100 người bị thương. Intrepid không bị mất động lực và không bị tách khỏi đội hình của Đội đặc nhiệm tàu sân bay; trong vòng không đầy hai giờ, các đám cháy đã được dập tắt hoàn toàn. Ngày 26 tháng 11, Intrepid khởi hành hướng về San Francisco, và nó đến nơi ngày 20 tháng 12 để được sửa chữa các hư hỏng trong chiến đấu.

#### Okinawa và chính quốc Nhật Bản
Sau khi được sửa chữa, vào tháng 2 năm 1945, Intrepid lên đường quay lại chiến trường. Đi đến Ulithi vào ngày 13 tháng 3, nó tiếp tục hành trình vào ngày 14 tháng 3 năm 1945 hướng về phía Đông. Vào ngày 18 tháng 3, nó tung ra các cuộc không kích dữ dội vào các sân bay trên đảo Kyūshū. Buổi sáng hôm đó, một chiếc máy bay G4M "Betty" hai động cơ Nhật Bản xuyên qua được màn hỏa lực phòng thủ hướng về phía chiếc Intrepid và nổ tung khi chỉ còn cách con tàu 15 m (50 ft). Một đám mưa xăng cháy và mãnh vở máy bay gây ra các đám cháy trên sàn chứa máy bay, nhưng các đội kiểm soát hư hỏng đã nhanh chóng dập tắt.
Máy bay của Intrepid tham gia vào cuộc tấn công bộ phận còn sót lại của hạm đội Nhật Bản đang thả neo tại Kure, gây hư hỏng cho 18 tàu chiến đối phương kể cả chiếc siêu thiết giáp hạm Yamato và tàu sân bay Amagi. Sau đó các chiếc tàu sân bay hướng về phía Okinawa khi mà ngày được ấn định cho cuộc đổ bộ mang nhiều tham vọng nhất tại Thái Bình Dương sắp đến gần.
Trong các ngày 26 và 27 tháng 3, máy bay của nó tấn công Ryūkyū nhằm vô hiệu hóa các công trình phòng thủ của đối phương. Ngày 1 tháng 4 năm 1945, cuộc tấn công lên Okinawa bắt đầu, và máy bay của nó đã thực hiện các cuộc tấn công lên các mục tiêu trên đảo này cũng như vô hiệu hóa các sân bay trong phạm vi hòn đảo. Ngày 16 tháng 4, trong quá trình một đợt không kích, một máy bay Nhật Bản đã bổ nhào tự sát lên sàn đáp của chiếc Intrepid, làm hỏng động cơ và một phần thân tàu, làm thiệt mạng tám người và bị thương 21 người khác. Trong vòng chưa đầy một giờ, đám cháy xăng được dập tắt, và chỉ ba giờ sau con tàu sân bay đã có thể tiếp nối các hoạt động không lực khi máy bay đã tiếp tục hạ cánh trên tàu sân bay.
Ngày 17 tháng 4, Intrepid khởi hành quay trở về lục địa Hoa Kỳ, đi ngang qua Ulithi và Trân Châu Cảng. Ngày 19 tháng 5, nó về đến San Francisco để sửa chữa. Sau khi công việc sửa chữa hoàn tất, con tàu sân bay rời San Francisco ngày 29 tháng 6. Trên đường ra chiến trường, nó đi ngang đảo Wake ngày 6 tháng 8 và tung ra đợt không kích nhắm vào lực lượng Nhật Bản cố thủ tại đây.
Ngày 7 tháng 8, Intrepid đi đến Eniwetok. Trong khi đang ở lại hòn đảo san hô này, ngày 15 tháng 8 nó nhận được lệnh "ngừng mọi hoạt động tấn công" do Nhật Bản đã chấp nhận đầu hàng. Đến ngày 21 tháng 8, chiếc tàu sân bay kỳ cựu tham gia hỗ trợ việc chiếm đóng Nhật Bản. Đến ngày 2 tháng 12 nó rời Yokosuka, và đến ngày 15 tháng 12 năm 1945 nó về đến San Pedro, California.

### Những hoạt động sau Thế Chiến II
Ngày 4 tháng 2 năm 1946, Intrepid được chuyển đến vịnh San Francisco, đến ngày 15 tháng 8 nó được chuyển sang tình trạng "hoạt động trong lực lượng dự bị". Ngày 22 tháng 3 năm 1947, con tàu sân bay được cho xuất biên chế và đưa về Hạm đội Dự bị Thái Bình Dương.
Đến ngày 9 tháng 2 năm 1952, tàu sân bay Intrepid được cho nhập biên chế trở lại tại San Francisco. Đến ngày 12 tháng 3 năm 1952, nó khởi hành đi Norfolk, và đến ngày 9 tháng 4, nó được đưa vào xưởng hải quân Norfolk để được nâng cấp SCB-27C cải tiến thành một tàu sân bay tấn công hiện đại.
Ngày 1 tháng 10 năm 1952, nó được xếp lại lớp thành tàu sân bay tấn công số hiệu CVA-11. Đến ngày 18 tháng 6 năm 1954, nó được đưa ra hoạt động trở lại. Vào ngày 13 tháng 10 năm 1954, Intrepid trở thành tàu sân bay Mỹ đầu tiên phóng máy bay bằng máy phóng hơi nước. Đến ngày 15 tháng 10 năm 1954, nó được đưa ra hoạt động thường trực như một đơn vị của Hạm đội Đại Tây Dương.

#### 1955 – 1961
Đầu năm 1955, nó được cho chạy thử máy ngoài khơi vịnh Guantánamo. Ngày 28 tháng 5 năm 1955, Intrepid rời Mayport, Florida để được bố trí đến hoạt động tại Địa Trung Hải đợt thứ nhất trong số hai đợt, như một đơn vị của Đệ Lục hạm đội Hoa Kỳ. Vào ngày 5 tháng 9 năm 1956, nó quay về Norfolk sau chuyến đi thứ hai, và đến ngày 29 tháng 9, nó bắt đầu một giai đoạn cải tạo hiện đại hóa SCB-125 kéo dài bảy tháng tại xưởng hải quân New York, được tiếp nối bằng một đợt huấn luyện ôn tập ngoài khơi vịnh Guantánamo.

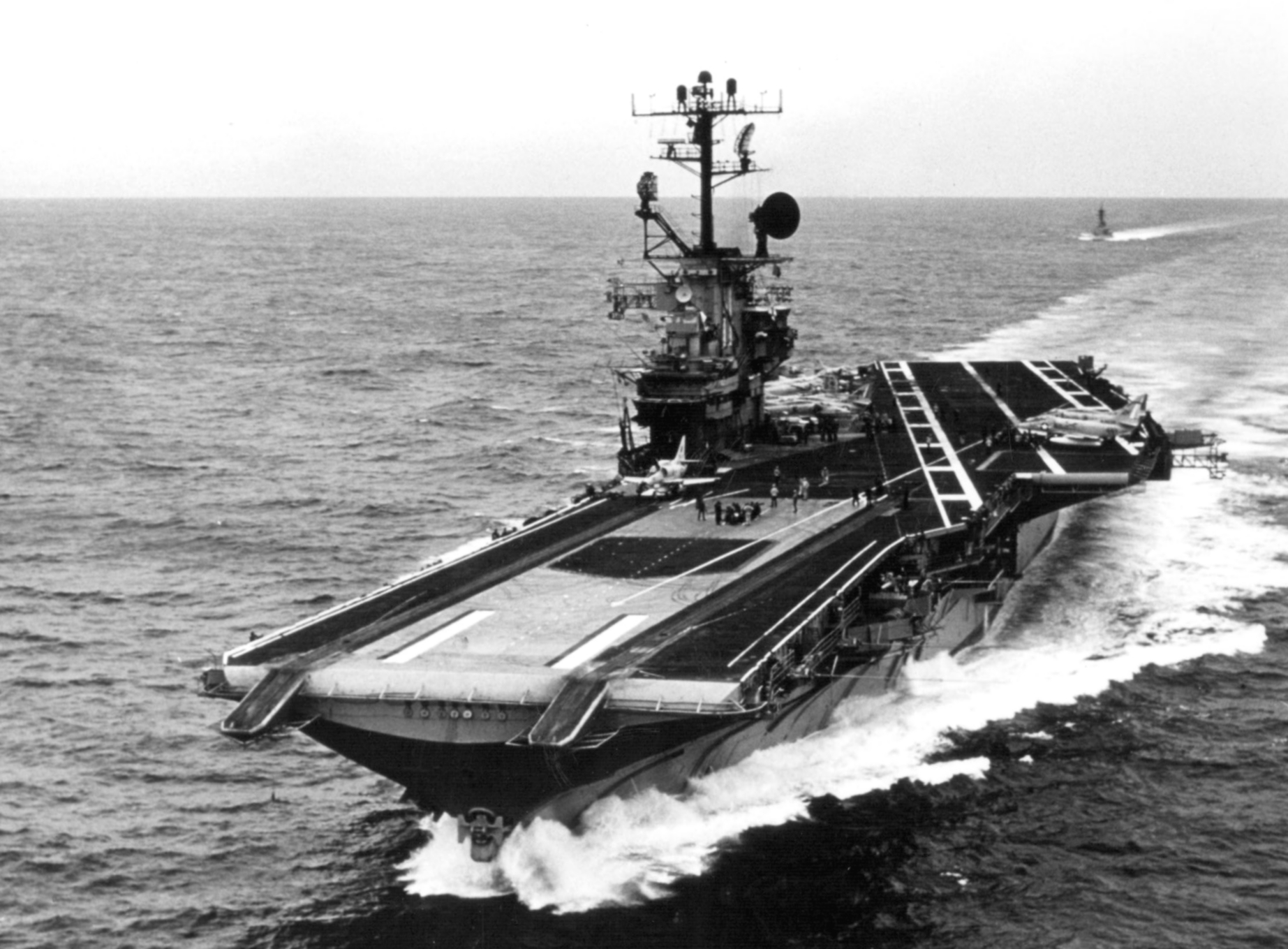
USS Intrepid (CVS-11) trong vùng biển Đông, năm 1968, sau đợt cải biến năm 1957 thành sàn đáp chéo góc.

Vào tháng 9 năm 1957, với một sàn đáp chéo góc được gia cố và hệ thống hạ cánh gương, Intrepid rời Hoa Kỳ tham gia chiến dịch Strikeback, cuộc tập trận hải quân lớn nhất trong lịch sử vào thời bình tính cho đến thời điểm đó. Tháng 12 năm 1957, nó hoạt động ngoài khơi Norfolk trong chiến dịch Crosswind, một cuộc thử nghiệm ảnh hưởng của gió trong hoạt động của tàu sân bay. Intrepid đã chứng minh được rằng tàu sân bay có thể thực hiện các hoạt động hàng không mà không cần xoay ra hướng gió, thậm chí có thể phóng máy bay khi đang có gió xuôi.
Trong những năm 1958 - 1961, Intrepid luân phiên hoạt động tại khu vực Địa Trung Hải cùng các hoạt động dọc bờ biển Đại Tây Dương phía Đông Hoa Kỳ cùng các cuộc tập trận tại vùng biển Caribbe.

#### 1962 – 1965
Ngày 8 tháng 12 năm 1961, Intrepid được xếp lớp lại thành một tàu sân bay chống tàu ngầm mang số hiệu CVS-11. Vì vậy, ngày 10 tháng 3 năm 1962, nó vào xưởng Hải quân Norfolk để được đại tu và tái trang bị cho vai trò tác chiến chống tàu ngầm mới. Đến ngày 2 tháng 4 năm 1962, nó rời xưởng mang theo máy bay của Liên đội Chống tàu ngầm 56.
Sau các đợt huấn luyện, Intrepid được chọn làm tàu chính trong chiến dịch thu hồi phi hành gia Scott Carpenter và tàu vũ trụ của chương trình Mercury. Trưa ngày 24 tháng 5 năm 1962, Carpenter trong tàu vụ trụ Aurora 7 đáp xuống biển cách Intrepid nhiều trăm dặm. Sau đó ông ta được phát hiện bởi máy bay trinh sát đặt căn cứ từ đất liền, và hai máy bay lên thẳng của Intrepid mang theo các quan chức NASA, chuyên gia y tế, người nhái Hải quân và các nhiếp ảnh gia đã xuất phát để cứu hộ. Hơn một giờ sau đó, một máy bay lên thẳng đã vớt nhà du hành vũ trụ để quay về tàu sân bay và đưa ông về Hoa Kỳ an toàn.
Mùa Hè năm 1962, nó tiến hành huấn luyện học viên mới; và sang mùa Thu nó được đại tu tại Norfolk. Đến ngày 23 tháng 1 năm 1963, chiếc tàu sân bay rời Hampton Roads để tập trận tại vùng biển Caribbe; nhưng đến cuối tháng 2 năm 1963, nó ngừng các hoạt động thường lệ để tham gia vào cuộc truy đuổi chiếc tàu buôn Venezuela Anzoátegui, khi mà phó thuyền trưởng thứ hai đã dẫn đầu một nhóm khủng bố ủng hộ Castro nổi loạn chiếm giữ con tàu. Những tên cướp biển cộng sản đã đầu hàng tại Rio de Janeiro. Đến ngày 23 tháng 3 năm 1963, chiếc tàu sân bay quay trở về Norfolk.
Trong một năm tiếp theo sau đó, Intrepid hoạt động dọc theo bờ biển Đại Tây Dương trải dài từ Nova Scotia đến vùng biển Caribbe để hoàn thiện các kỹ năng chống tàu ngầm. Ngày 11 tháng 6 năm 1964, nó rời Norfolk mang theo các học viên sĩ quan đi đến Địa Trung Hải để huấn luyện ngoài biển các chiến thuật tìm và diệt tàu ngầm cùng Đệ Lục hạm đội.
Trong thời gian hoạt động tại vùng Địa Trung Hải, Intrepid tham gia việc giám sát một lực lượng đặc nhiệm Xô Viết. Trên đường quay về nhà, thủy thủ đoàn nhận được tin báo họ được tặng thưởng Battle Efficiency "E" do các hoạt động chống tàu ngầm của năm trước. Vào mùa Thu năm 1964, Intrepid hoạt động dọc Bờ Đông Hoa Kỳ. Đến đầu tháng 9 năm 1964, nó tiếp đón người đứng đầu 22 nước thuộc khối NATO trong chuyến thăm viếng các căn cứ quân sự Hoa Kỳ.
Trong các ngày 18 và 19 tháng 10 năm 1964, nó ở tại Yorktown tham gia lễ hội đánh dấu việc Charles Cornwallis đầu hàng 183 năm trước đó. Đại sứ Pháp tham dự buổi lễ đã trao tặng 12 khẩu pháo đúc từ Bastille, bản sao của những khẩu đã được Lafayette mang sang Mỹ. Để trao đổi, phía Mỹ đã tặng cho nước Pháp 12 chiếc máy bay tiêm kích mới F-8 Crusader.
Trong đêm 21 tháng 11 năm 1964, trong một đợt hoạt động ngắn ngoài khơi Bắc Carolina, công tác cứu hộ nhanh chóng và hiệu quả đã cứu sống một thành viên bị rơi xuống nước trong khi đang lái một xe kéo máy bay.
Đầu năm 1965, Intrepid bắt đầu chuẩn bị cho một nhiệm vụ quan trọng trong chuyến bay Gemini có người lái đầu tiên của NASA, chuyến bay Gemini 3. Ngày 23 tháng 3 năm 1965, Trung tá John Young và Thiếu tá Gus Grissom trên tàu vũ trụ Molly Brown đã đáp xuống cách Intrepid 90 km (50 hải lý) sau ba vòng quay quanh Trái Đất và lần đầu tiên trong lịch sử quay về Trái Đất bằng phương thức điều khiển. Một máy bay trực thăng hải quân đã vớt các phi hành gia từ tàu vũ trụ đưa về Intrepid để được kiểm tra sức khỏe và phỏng vấn. Sau đó Intrepid cũng vớt Molly Brown và đưa tàu vũ trụ cùng các nhà du hành về mũi Kennedy.
Sau khi hoàn tất nhiệm vụ, Intrepid đi đến Xưởng hải quân Brooklyn vào tháng 4 năm 1965 để thực hiện đợt đại tu lớn nhằm đưa nó về tình trạng sẵn sàng chiến đấu ở mức cao nhất. Xưởng tàu này đã được cho đóng cửa và số công nhân ở đây được chuyển sang làm việc tại Xưởng hải quân Philadelphia. Công bằng mà nói, vì những lý do chính trị, Thượng nghị sĩ Robert Kennedy đã gây ảnh hưởng đến việc gửi chiếc Intrepid đến Brooklyn để đại tu thay vì đến cảng nhà tại Norfolk. Điều này đã gây ra những vấn đề chuyển chỗ trầm trọng cho gia đình của thủy thủ đoàn sau những chuyến đi biển kéo dài. Dù sao công nhân của xưởng tàu được hưởng lợi do được trả lương phụ trội do làm việc cách xa Philadelphia và phải sống tại Brooklyn. Đây là công việc Phục hồi và Hiện đại hóa Hạm đội (FRAM) cuối cùng được Xưởng hải quân New York ở Brooklyn, New York thực hiện trước khi đóng cửa sau hơn một thế kỷ rưỡi phục vụ cho đất nước.
Vào tháng 9 năm 1965, khi công việc được hoàn tất khoảng 75%, Intrepid đi dọc theo East River đến thả neo tại Bayonne, New Jersey, để hoàn tất công việc đại tu trị giá nhiều triệu Đô-la. Sau khi chạy thử và hoàn tất việc trang bị, nó rời Norfolk lên đường đến Guantánamo trong chuyến đi chạy thử máy.

#### 1966 – 1974
Giữa năm 1966, Intrepid hoạt động cùng Hạm đội Thái Bình Dương ngoài khơi Việt Nam. Trong một chiến dịch, chín chiếc A-4 Skyhawk và sáu chiếc A-1 Skyraider chất đầy bom và rocket đã được phóng trong vòng 7 phút, chỉ với khoảng cách 28 giây giữa hai lần phóng. Vài ngày sau, những chiếc máy bay của nó được phóng với khoảng cách rút xuống còn 26 giây. Sau 7 tháng phục vụ cùng Đệ Thất Hạm Đội ngoài khơi Việt Nam, Intrepid quay về Norfolk. Sĩ quan chỉ huy của nó, Hạm trưởng John W. Fair, được tặng thưởng huân chương Legion of Merit do các hoạt động chiến đấu tại Đông Nam Á.
Trong thời gian hoạt động tại Việt nam, vào ngày 9 tháng 10 năm 1966, Trung úy William T. Patton thuộc phi đội VA-176 của tàu Intrepid đã lái một chiếc máy bay động cơ cánh quạt A-1 Skyraider bắn rơi được một chiếc MiG-17. Đây là lần đầu tiên và duy nhất trong suốt lịch sử của chiến tranh Việt Nam, một máy bay phản lực của đối phương đã bị bắn rơi bởi một chiếc máy bay cánh quạt. Vì thành tích trên, Trung úy Patton đã được tặng thưởng Ngôi sao bạc vào ngày 8 tháng 6 năm 1967.
Vào tháng 6 năm 1967, Intrepid quay trở lại vùng biển Tây Thái Bình Dương ngang qua kênh đào Suez chỉ ngay trước khi nó bị đóng lại do Trận chiến sáu ngày giữa Ai Cập và Israel nổ ra. Nó tiếp tục một đợt phục vụ cùng Đê Thất Hạm Đội. Năm 1968 nó nhận được phần thưởng Marjorie Sterrett Battleship Fund Award do thành tích phục vụ tại Hạm đội Đại Tây Dương.
Năm 1969, Intrepid chuyển cảng nhà về Quonset Point, Rhode Island, thay thế cho chiếc tàu sân bay Yorktown trong vai trò Kỳ hạm của Tư lệnh Đội Tàu sân bay 16. Mùa Thu năm 1969, Thuyền trưởng Horus E. Moore để cho con tàu bị mắc cạn, nhưng nó thoát được hai giờ sau đó. Từ tháng 4 đến tháng 10 năm 1971, Intrepid tham gia các cuộc tập trận của khối NATO, và đã ghé thăm các cảng trong vùng Bắc Đại Tây Dương và Địa Trung Hải bao gồm: Lisbon, Plymouth, Kiel, Naples, Cannes, Barcelona, Hamburg, Copenhagen, Greenock, Rosyth, Portsmouth và Bergen. Trong chuyến du hành này, các hoạt động dò tìm tàu ngầm đã được tiến hành trong vùng biển Baltic và tại rìa biển Barents bên trên Vòng Cực, dưới sự quan sát cẩn thận của các lực lượng không quân và hải quân Xô Viết. Sau đó nó quay về cảng nhà để được tái trang bị rồi thực hiện chuyến hải hành cuối cùng đến khu vực Địa Trung Hải, ghé qua các cảng Barcelona và Malaga ở Tây Ban Nha; Lisbon thuộc Bồ Đào Nha; Nice thuộc Pháp; Naples thuộc Ý; Palma ở Mallorca và Piraeus thuộc Hy Lạp.
Ngày 15 tháng 3 năm 1974, Intrepid được cho ngừng hoạt động lần cuối cùng.

## Tàu bảo tàng

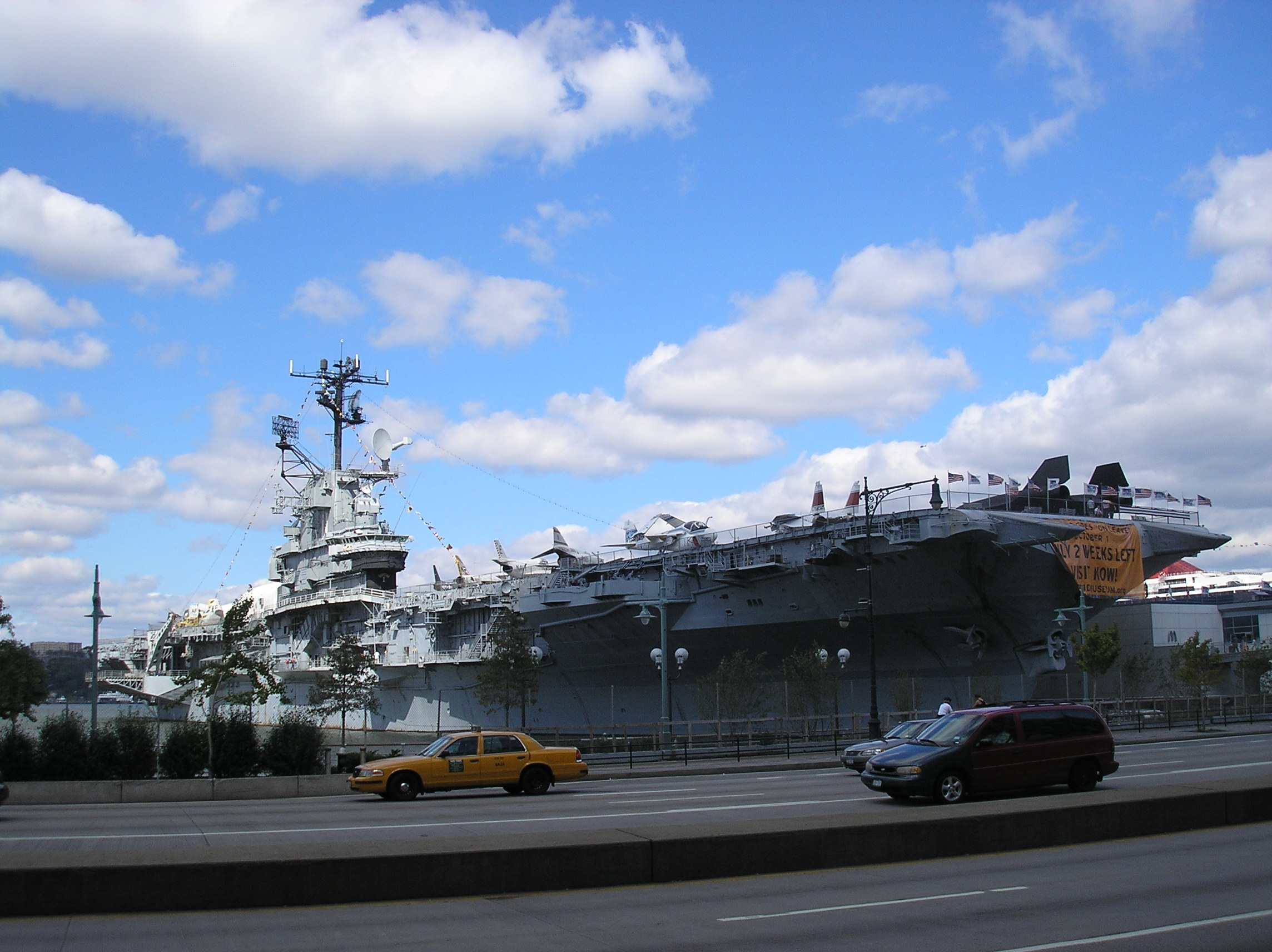
Intrepid hoạt động như Bảo tàng Hải quân-Không quân-Không gian Intrepid tại thành phố New York.

Trong năm 1976, Intrepid buông neo tại Penn's Landing ở Philadelphia và là địa điểm tổ chức các cuộc triển lãm mừng Hai trăm năm Hoa Kỳ.
Các kế hoạch ban đầu dự định sẽ tháo dỡ chiếc Intrepid sau khi ngừng hoạt động, nhưng một chiến dịch vận động do sáng kiến của nhà đầu tư địa ốc Zachary Fisher để lập ra quỹ Intrepid Museum Foundation nhằm giữ lại con tàu và sử dụng nó như một tàu bảo tàng. Vào tháng 8 năm 1982, con tàu được mở ra tại thành phố New York cho công chúng tham quan như Bảo tàng Hải quân-Không quân-Không gian Intrepid. Bốn năm sau Intrepid được chính thức công nhận là Di tích Lịch sử Quốc gia.
Qua nhiều năm, Intrepid là địa điểm tổ chức nhiều sự kiện đặc biệt. Nó từng tham gia vào hoạt động tuần lễ hạm đội do thành phố New York tổ chức hằng năm nhằm tôn vinh sự phục vụ của các lực lượng hải quân trên thế giới. Ngoài vai trò là một tàu bảo tàng, Intrepid còn phục vụ như một trung tâm điều hành khẩn cấp cho giới lãnh đạo thành phố và liên bang khi tình hình đòi hỏi. Cơ quan Điều tra Liên bang (FBI) đã sử dụng nó như một trung tâm điều hành sau vụ tấn công ngày 11 tháng 9 năm 2001.

### Tân trang 2006-2008
Trong những năm gần đây, bảo tàng Intrepid đã hoạt động gây quỹ để trùng tu, và đã nhận được trên 60 triệu Đô la Mỹ để tân trang chiếc Intrepid, cải tiến các phần trưng bày cho khách tham quan, và cải tiến Bến tàu 86.
Vào đầu tháng 7 năm 2006, Intrepid được thông báo sẽ trải qua một giai đoạn sửa chữa và tân trang cùng với bản thân Bến tàu 86. Nó được cho đóng cửa vào ngày 1 tháng 10 năm 2006 nhằm chuẩn bị để được kéo đến Bayonne, New Jersey để sửa chữa, và sau đó đến đảo Staten, New York để tân trang và cặp bến tạm thời.
Vào ngày 6 tháng 11 năm 2006, một cố gắng di chuyển con tàu sân bay ra khỏi bến để tân trang tạm thời bị Phòng vệ Duyên Hải cho tạm dừng. Cho dù đã sử dụng nhiều tàu kéo với tổng công suất lên đến 30.000 mã lực, các quan chức cho biết con tàu đã bị mắc kẹt sau 24 năm tích tụ bùn nên không thể di chuyển được.
Vào ngày 11 tháng 11 năm 2006, Hải quân Hoa Kỳ thông báo sẽ chi ra 3 triệu Đô la để nạo vét bùn bên dưới chiếc Intrepid. Những nỗ lực này được Thanh tra Cứu hộ và Lặn Hải quân thực hiện với sự giúp đỡ của Quân đoàn Công binh Lục quân, Phòng vệ Duyên Hải và các nhà thầu. Các nhóm đã tiến hành việc nạo vét bùn trong ba tuần.
Vào ngày 5 tháng 12 năm 2006, sau khi di dời hơn 30.000 m³ bùn bên dưới con tàu và chung quanh bốn chân vịt khổng lồ, Intrepid đã có thể di chuyển được khỏi bến tàu và được kéo đến Bayonne. Chiếc Intrepid được dự định sẽ quay về Bến tàu 86 vào tháng 9 năm 2008.
Ngày 6 tháng 6 năm 2007, Intrepid được kéo đến đảo Staten sau khi được sửa chữa bởi Bayonne Dry Dock & Repair Corp. Trong thời gian ở lại đảo Staten, Intrepid được cho tân trang giai đoạn hai với chi phí 8 triệu Đô la tân trang nội thất. Các khu vực trước đây chưa từng đến, bao gồm "forecastle" (thường được biết như là phòng dây neo), chỗ ngủ và xưởng máy sẽ được mở ra cho tham quan công cộng. Sàn chứa máy bay sẽ có một diện mạo mới và thiết kế sẽ bao gồm những trưng bày mang tính tương tác với khách tham quan. Tổng cộng chi phí cho công việc tân trang lên đến 120 triệu Đô la, gồm 55 triệu cho con tàu và 65 triệu cho Bến tàu 86.
Chiếc tàu sân bay được kéo về chỗ cũ trên sông Hudson vào ngày 2 tháng 10 năm 2008 và mở cửa trở lại cho công chúng vào ngày 8 tháng 11. Thêm nhiều máy bay được trưng bày trên sàn đáp và sàn chứa, một chiếc Concorde được di chuyển từ một sà lan vào một chỗ trưng bày trên bến tàu. Growler được đóng cửa để tân trang cho đến mùa Xuân năm 2009.
Intrepid là trụ sở của nhiều tổ chức 'con' phi lợi nhuận: Intrepid Fallen Heros Fund, Fisher Center for Alzheimer's Research Foundation, và Michael Stern Parkinson's Research Foundation. Bảo tàng Intrepid cũng ở gần địa điểm rơi xuống của chuyến bay US Airways 1549, đã bị rơi xuống sông Hudson.

## Phần thưởng
Intrepid được tặng thưởng năm Ngôi sao Chiến trận do thành tích phục vụ trong Thế Chiến II, và thêm năm Ngôi sao Chiến trận khác khi hoạt động trong cuộc Chiến tranh Việt Nam.
| Bronze star |             |  |
|             |             |  |
| Silver star |             |  |
|             | Silver star |  |
|             |             |  |

| Đơn vị Tuyên dương Hải quân với 1 Ngôi sao Chiến trận                   |                                                        |                                                     |
| Huân chương Viễn chinh Hải quân                                         | Huân chương Phục vụ Trung Hoa                          | Huân chương Chiến dịch Hoa Kỳ                       |
| Huân chương Chiến dịch Châu Á-Thái Bình Dương với 5 Ngôi sao Chiến trận | Huân chương Chiến thắng Thế Chiến II                   | Huân chương Phục vụ Chiếm đóng Hải quân             |
| Huân chương Phục vụ Phòng vệ Quốc gia                                   | Huân chương Phục vụ Việt Nam với 5 Ngôi sao Chiến trận | Đơn vị Tuyên dương Tổng thống Philippine            |
| Huân chương Anh Dũng Bội Tinh (Việt Nam Cộng Hòa)                       | Huân chương Giải phóng Philippine (Philippine)         | Huân chương Chiến dịch Bội Tinh (Việt Nam Cộng Hòa) |